# Nazaria Lagos

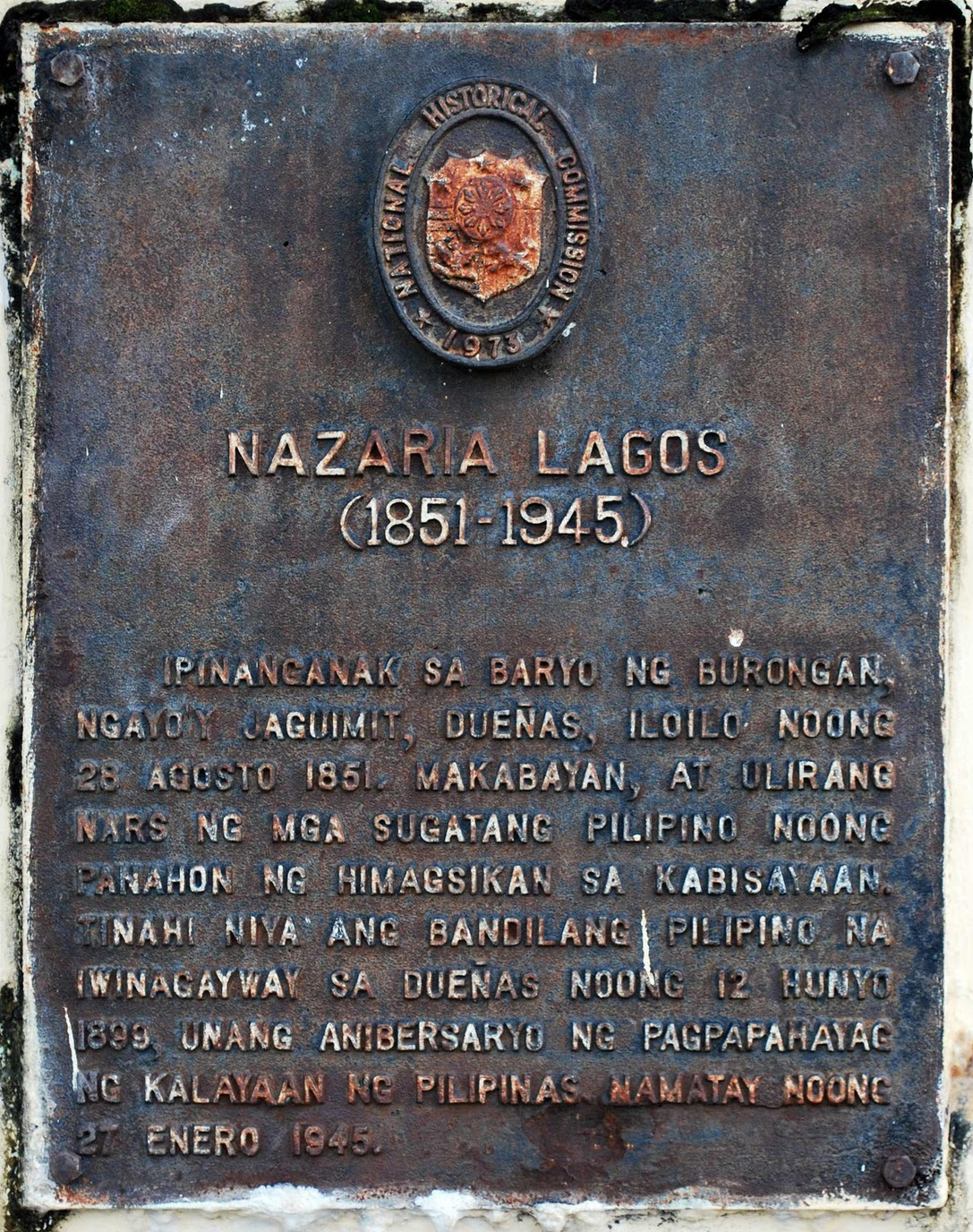
Gedenkplaat

Nazaria Lagos (Dueñas, 28 augustus 1851 - 27 januari 1945) was een Filipijns patriot. Ze stond wel bekend als de "Florence Nightingale van Panay".

## Biografie
Nazaria Lagos werd geboren op 28 augustus 1851 in Dueñas in de Filipijnse provincie Iloilo. Ze was het enige kind van Juan de la Cruz Lagos en Saturnina Labrillaso. Haar vader was een welgestelde landeigenaar. Ze trouwde al op 12-jarige leeftijd met Segundo Lagos, een zoon van Bartolome Lagos, stichter van de plaats Dueñas. Haar echtgenoot was  
Tijdens de Filipijnse revolutie zetten Lagos en haar echtgenoot zich in om de revolutionaire beweging te ondersteunen. Haar echtgenoot werd op 27 oktober 1898 door generaal Martin Delgado benoemd tot burgemeester van Dueñas. Lagos zelf was in 1897 al benoemd tot hoofd van de Rode Kruis in de plaats. Hun huis werd geregeld gebruikt door de revolutionaire leiders voor bijeenkomsten. Tijdens een van deze bijeenkomsten werd Lagos benoemd tot hoofd van een op te richten ziekenhuis in Jaguimit (in Dueñas). Met financiering van haar vader slaagde ze er in om het ziekenhuis van de grond te krijgen. Ook regelde ze materialen en medicinale planten. Tijdens de Filipijns-Amerikaanse oorlog bleek het ziekenhuis van grote waarde. Ze regelde ook verpleegster via haar netwerk bij het Rode Kruis. 
Bij de viering van 1 jaar Filipijnse onafhankelijkheid op 12 juni 1899 wapperde een mede door Lagos genaaide Filipijnse vlag op het plein van Dueñas. Tijdens de bezetting van Iloilo door Amerikaanse troepen werden het huis van de familie Lagos en de gebouwen van het ziekenhuis door de Amerikanen in brand gezet.
Lagos overleed in 1945 op 93-jarige leeftijd. Ze kreeg met haar echtgenoot zeven kinderen. Op 28 augustus 1973 plaatste het National Historic Institute een herdenkingsmonument voor Lagos in haar geboorteplaats.